# 三項系
代数学における三重系または三項系（さんこうけい、英: triple system）は、ベクトル空間 V と V 上の三重積 (triple product) または三項積 (ternary product) と呼ばれる三重線型写像
{\displaystyle (\cdot ,\cdot ,\cdot )\colon V\times V\times V\to V}
との組として与えられる構造である。最も重要な例にリー三重系やジョルダン三重系があり、これらは1949年にネイサン・ジェイコブソンが三項交換子 [ [u, v], w ] および三項反交換子 { u, {v, w} } に関して閉じている結合代数の部分空間を研究するために導入した。特に、任意のリー環はリー三重系を定め、任意のジョルダン環はジョルダン三重系を定める。これらの概念は、対称空間（特にエルミート対称空間およびその一般化である対称 R-空間とその非コンパクト双対）の理論において重要である。

## リー三重系
三重系がリー三重系であるとは、その三重積 [•, •, •] が以下の三つの恒等式
{\displaystyle [u,v,w]=-[v,u,w],}
{\displaystyle [u,v,w]+[w,u,v]+[v,w,u]=0,}
{\displaystyle [u,v,[w,x,y]]=[[u,v,w],x,y]+[w,[u,v,x],y]+[w,x,[u,v,y]]}
を満足するときに言う。前二者の恒等式は三項交換子が満たす歪対称律とヤコビ律を抽出したもので、一方最後の恒等式は線型写像
{\displaystyle L_{u,v}\colon V\to V;\;w\mapsto L_{u,v}(w):=[u,v,w]}
が三重積の微分作用素となることを意味するものになっている。また、この恒等式からは、いま定義した線型写像たちで張られる空間
{\displaystyle {\mathfrak {k}}:={\text{span}}\{L_{u,v}:u,v\in V\}}
が交換子括弧積に関して閉じており、したがってリー環となることもわかる。
記号を替えて V を {\displaystyle {\mathfrak {m}}} と書くことにし、
{\displaystyle {\mathfrak {g}}:={\mathfrak {k}}\oplus {\mathfrak {m}}}
を考えると、これは括弧積を
{\displaystyle [(L,u),(M,v)]:=([L,M]+L_{u,v},L(v)-M(u))}
で定めてリー環となる。この {\displaystyle {\mathfrak {g}}} の分解は明らかにこの括弧積に対する対称分解であり、従って {\displaystyle {\mathfrak {g}}} を付随するリー環とする連結リー群 G とその部分群 K で付随するリー環が {\displaystyle {\mathfrak {k}}} となるものをとれば、剰余リー群 G/K は対称空間となる。
逆に、そのような対称分解（つまり対称空間のリー環）をもつリー環 {\displaystyle {\mathfrak {g}}} が与えられたとき、三項括弧積 [ [u, v], w ] によって {\displaystyle {\mathfrak {m}}} をリー三重系にすることができる。

## ジョルダン三重系
三重系がジョルダン三重系であるとは、その三重積 {•, •, •} が以下の二つの恒等式
対称律: {\displaystyle \{u,v,w\}=\{u,w,v\},}
ジョルダン律: {\displaystyle \{u,v,\{w,x,y\}\}=\{w,x,\{u,v,y\}\}+\{w,\{u,v,x\},y\}-\{\{v,u,w\},x,y\}}
を満足することを言う。前者の恒等式は三項反交換子の対称性を抽出したものであり、また後者の恒等式は Lu,v(y) := {u, v, y} によって線型写像 Lu,v: V → V を定めるとき
{\displaystyle [L_{u,v},L_{w,x}]=L_{u,v}\circ L_{w,x}-L_{w,x}\circ L_{u,v}=L_{w,\{u,v,x\}}-L_{\{v,u,w\},x}}
が成り立つことを示す。このとき線型写像の空間 span{Lu,v : u,v ∈ V} は交換子括弧積に関して閉じていて、従って
{\displaystyle {\mathfrak {g}}_{0}:={\text{span}}\{L_{u,v}:u,v\in V\}}
はリー環となることがわかる。
任意のジョルダン三重系に対して、新たな括弧積を
{\displaystyle [u,v,w]=\{u,v,w\}-\{v,u,w\}}
で定めると、リー三重系が得られる。
ジョルダン三重系が正定値 (positive definite) あるいは非退化 (nondegenerate) であるとは、Lu,v のトレースとして定義される双線型写像が正定値あるいは非退化であることにそれぞれ従って言う。何れの場合にも、V はその双対空間と同一視され、対応する対合が {\displaystyle {\mathfrak {g}}_{0}} 上に入る。これにより
{\displaystyle V\oplus {\mathfrak {g}}_{0}\oplus V^{*}}
上に対合が誘導され、{\displaystyle {\mathfrak {g}}_{0}} 上の対合が正定値であった場合には、誘導された対合はカルタン対合となり、対応する対称空間は対称リーマン空間である。この空間は、カルタン対合を {\displaystyle {\mathfrak {g}}_{0}} 上で +1, V および V∗ 上で −1 を取る対合との合成で置き換えることにより、非コンパクト双対が与えられる。この構成の特別の場合として、{\displaystyle {\mathfrak {g}}_{0}} が V 上の複素構造を保つ場合を考えると、コンパクト型および非コンパクト型の双対エルミート対称空間（後者は有界対象領域になる）が得られる。 

## ジョルダン対
ジョルダン対とは、ジョルダン三重系の一般化を与える二つのベクトル空間 V+, V− の対を言う。このとき三重積は二つの三重積の対
{\displaystyle \{\bullet ,\bullet ,\bullet \}_{+}\colon V_{-}\times S^{2}V_{+}\to V_{+},}
{\displaystyle \{\bullet ,\bullet ,\bullet \}_{-}\colon V_{+}\times S^{2}V_{-}\to V_{-}}
で置き換わり、これらはしばしば V+ → Hom(V−, V+) および V− → Hom(V+, V−) なる二次写像と見做される。ジョルダン律（ジョルダン三重系の対称律でないほうの公理）は同様に二つに分けられて、ひとつは
{\displaystyle \{u,v,\{w,x,y\}_{+}\}_{+}=\{w,x,\{u,v,y\}_{+}\}_{+}+\{w,\{u,v,x\}_{+},y\}_{+}-\{\{v,u,w\}_{-},x,y\}_{+}}
となり、もうひとつはこれの下付きの "+" と "−" とを入れ換えたものとなる。
ジョルダン三重系に対するのと同様に、u ∈ V− と v ∈ V+ に対して線型写像
{\displaystyle L_{u,v}^{+}:V_{+}\to V_{+};\;y\mapsto L_{u,v}^{+}(y)=\{u,v,y\}_{+}}
および同様の L− が定義できて、ジョルダン律を
{\displaystyle [L_{u,v}^{\pm },L_{w,x}^{\pm }]=L_{w,\{u,v,x\}_{\pm }}^{\pm }-L_{\{v,u,w\}_{\mp },x}^{\pm }}
と書くことができるので、L+ および L− の像はそれぞれ End(V+) および End(V−) において交換子括弧の下で閉じていることが言える。これらを合わせて得られる線型写像
{\displaystyle V_{+}\otimes V_{-}\to {\mathfrak {gl}}(V_{+})\oplus {\mathfrak {gl}}(V_{-})}
の像は部分リー環 {\displaystyle {\mathfrak {g}}_{0}} であり、ジョルダン律は
{\displaystyle V_{+}\oplus {\mathfrak {g}}_{0}\oplus V_{-}}
上の次数付きリー括弧積に対するヤコビ律となるから、従って逆に
{\displaystyle {\mathfrak {g}}={\mathfrak {g}}_{+1}\oplus {\mathfrak {g}}_{0}\oplus {\mathfrak {g}}_{-1}}
が次数付きリー環ならば、対 {\displaystyle ({\mathfrak {g}}_{+1},{\mathfrak {g}}_{-1})} は括弧積
{\displaystyle \{X_{\mp },Y_{\pm },Z_{\pm }\}_{\pm }:=[[X_{\mp },Y_{\pm }],Z_{\pm }]}
を備えたジョルダン対となる。
ジョルダン三重系は V+ = V− かつそれらの三重積が一致しているときのジョルダン対である。他に重要な場合としては、V+ と V− の一方が他方の双対であって、双対三重積が
{\displaystyle \mathrm {End} (S^{2}V_{+})\cong S^{2}V_{+}^{*}\otimes S^{2}V_{-}^{*}\cong \mathrm {End} (S^{2}V_{-})}
の元によって定義される場合である。このような場合というのは、特に上記の {\displaystyle {\mathfrak {g}}} が半単純な場合に生じ、このときキリング形式が {\displaystyle {\mathfrak {g}}_{+1}} と {\displaystyle {\mathfrak {g}}_{-1}} との間の双対性（内積）を与える。